# Stentjärnarna (Storsjö socken, Härjedalen)
Stentjärnarna är en sjö i Bergs kommun i Härjedalen och ingår i Ljusnans huvudavrinningsområde. Sjöns area är 1,6243 kvadratkilometer och den befinner sig 941 meter över havet.